# Andód
Andód (szlovákul Andovce, korábban Ondod) falu Szlovákiában, a Nyitrai kerületben, az Érsekújvári járásban. A község Érsekújvártól délnyugatra fekszik. A község határát és magát a községet is az 1889-ben mesterségesen kiépített Cergát kanális szeli keresztül.

## Fekvése
Érsekújvártól 4 km-re nyugatra, a Vág és a Nyitra között fekszik.

## Története
A falu már a honfoglalás előtt lakott volt, területén újkőkorszaki települést, illetve bronzkori, latén és római kori településeket tártak fel. Az 1936-os és 1937-es útépítést megelőző földmunkák során egy lovassírt bolygattak meg, mely feltehetően az avar vagy későbbi korból származhatott. A településtől északra található Szentgyörgy pusztán középkori települést találtak, kálváriáján pedig római katonák temetőjét tárták fel a 110-350 közötti időből. Itt állt egy régi templom is.
Szent István király idejében a település határa királyi birtok volt. 1264-ben Ondod néven említik először a Hont-Pázmány nembeli Szegi-Andai család birtokaként. Egy ideig helyi birtokos volt Amádé soproni ispán is. Faluként 1421-ből maradt fenn első írásos említése. 1431-ben Ifj. Stiborici Stibor (Ctibor) vajda végrendeletében a községet a surányi uradalomból kivéve, az apja által alapított vágújhelyi Ágoston-rendi prépostságnak adományozta. Így a község Beckó várának uradalmához került. A 16. században a beckói uradalom a Bánffy, majd a Nyári család birtokába került.
A törökök 1570-es adóösszeírásából (defter) kiderül, hogy a községnek 7 háza és 20 adókötelese volt. Alföldi jellegű település révén a házakat hagyományosan nádból építették,[forrás?] zsúpfedéllel. Égetett téglát és cserepet csak a 20. század elején kezdtek alkalmazni. Bár pontosan nem ismert, hogy mikor, de a község visszakerült a surányi uradalomhoz. A török uralom után a surányi uradalom új tulajdonosa Kaunitz Domonkos morva gróf lett. Kaunitznak a török kor után az uradalmat nem sikerült rendbehoznia, így 1730-ban Károlyi grófnak adta el. Az erdélyi birtokos az uradalmat rendbehozta. A község okiratokkal is alátámasztott első önkormányzatáról 1771-ből tudunk. Ekkor Bagara József volt a helyi jegyző és Kiss István a bíró. Ezen 1771-es oklevélen jelenik meg először a község pecsétje. A községben először 1779-ben említik (vélhetőleg egyházi) iskola létesítését. A 19. században a Károlyi grófok pénzügyi támogatásával óvodát is létesítettek a községben. 1838-ban Károlyi gróf községi kórházat (betegházat) létesít, melyet a tótmegyeri kórház alá rendel. A 20. század elején kezdtek kiépülni a község további részei: Kertalja, Bútorján, Mesterföld, Csallóköz.
A trianoni békeszerződésig Nyitra vármegye Érsekújvári járásához tartozott. A csehszlovák hatóságok 1947-ben a lakosságcsere értelmében 80 helybéli magyar családot erőszakkal Magyarországra, Nyíregyháza környékére telepítettek. A 20. század 50-es, 60-as éveiben tömeges építkezés kezdődik el. 1953-ban bevezetik a villanyt. Mivel a helyi iskola kapacitása kicsi volt, ezért több ízben bővítették, de az 1980-as években a községi iskolák nagy részét, így az andódit is felszámolták. Az egykori óvoda helyett 1977-1980-ban új óvodát építettek. Az 1990-ben készült statisztika alapján a községnek 1245 lakosa, 387 háza van.
A község neve feltehetőleg vagy az Amádéktól (Omode → Ondod), vagy a Szegi-Andai családtól származik.

## Népessége
| Év:            | 1994. | 2004.   | 2014.   | 2024.    |
| -------------- | ----- | ------- | ------- | -------- |
| Emberek száma: | 1219  | 1296    | 1417    | 1792     |
| Eltérés:       |       | +6,31 % | +9,33 % | +26,46 % |

| Év:            | 2023. | 2024.   |
| -------------- | ----- | ------- |
| Emberek száma: | 1775  | 1792    |
| Eltérés:       |       | +0,95 % |

1880-ban 751 lakosából 699 magyar és 11 szlovák anyanyelvű volt.
1890-ben 763 lakosából 740 magyar és 18 szlovák anyanyelvű volt.
1900-ban 848 lakosából 824 magyar és 23 szlovák anyanyelvű volt.
1910-ben 1012 lakosából 990 magyar, 22 szlovák anyanyelvű volt.
1921-ben 1109 lakosából 1062 magyar és 45 csehszlovák volt.
1930-ban 1291 lakosából 1212 magyar és 78 csehszlovák volt.
1941-ben 1515 lakosából 1512 magyar és 2 szlovák volt.
1991-ben 1248 lakosából 908 magyar és 323 szlovák volt.
2001-ben 1224 lakosából 818 (66,83%) magyar és 388 (31,70%) szlovák volt.
A 2006 augusztusában Miskolczi László polgármester elhunyta miatt tartott választásokat megelőzően a község lakossága 1296 volt. 
2011-ben 1358 lakosából 714 (52,58%) magyar és 548 (40,35%) szlovák volt.
2021-ben 1623 lakosából 694 (+55) magyar, 823 (+49) szlovák, (+1) cigány, 7 (+2) egyéb és 99 ismeretlen nemzetiségű volt.

## Nevezetességei
- Szent Rozália tiszteletére szentelt római katolikus temploma 1741-ben épült, 1858-ban bővítették. Oltárképe a 19. századból származik.
- Nepomuki Szent János szobor 1806-ból.
- Kőkereszt a templom előtt 1806-ból.
- A kálvária márvány keresztje 1849-ből.
- Czuczor Gergely Emlékház.
- Czuczor Gergely szobor (2005) az Emlékház közelében.
- Az 1947-ben Magyarországra telepített és Csehországba deportált magyar lakosai tiszteletére állított kopjafa a templom előtt.

## Neves személyek
- Itt született 1800. december 17-én Czuczor Gergely nyelvész, költő. Szülőházát az 1950-es években lebontották, azonban az egykor a szülőháza előtt elhelyezett emléktábla máig megmaradt.
- Itt született 1856-ban Karsay János piarista tanár, rendházfőnök.[6]
- Itt született 1860-ban Karsay Imre plébános, esperes.

## Kulturális élet
- Andódi asszonykórus